# Ampullariidae
Ampullariidae, tên thường gọi là ốc táo (apple snail) là một họ ốc nước ngọt lớn thuộc nhóm động vật thân mềm chân bụng thủy sinh có mang và một lá noãn. Họ này nằm trong liên họ Ampullarioidea và là họ điển hình của liên họ đó. Các loài họ này khác thường vì chúng có cả mang và phổi với khoang áo được chia ra để phân tách hai loại cấu trúc hô hấp. Sự thích nghi này cho chúng khả năng sống lưỡng cư.
Ngoài ra, một số loài trong họ là một trong những loài có chất độc mạnh và là vũ khí phòng vệ hóa học của chúng. Trong trứng của những loài ốc này có hai loại độc tố đặc biệt là độc phản dinh dưỡng và độc phản tiêu hóa, khiến đối tượng ăn phải trứng bị rối loạn tiêu hóa và không thể hấp thụ chất dinh dưỡng cần thiết khi ăn. Chất độc trong trứng của ốc táo có chứa trong thực vật hoặc do vi khuẩn tạo ra, còn trong thế giới động vật, chúng là một trong những loài động vật có chứa chất độc này.